# Leptaspis urceolata
Leptaspis urceolata là một loài thực vật có hoa trong họ Hòa thảo. Loài này được (Roxb.) R.Br. mô tả khoa học đầu tiên năm 1838.